# Peter Siebke
Peter Siebke (* 31. März 1943) ist ein ehemaliger deutscher Fußballspieler, der in den 1970er Jahren für die Betriebssportgemeinschaft (BSG) Stahl Maxhütte in der zweitklassigen DDR-Liga aktiv war.

## Sportliche Laufbahn
Bereits in den 1960er Jahren gehörte Peter Siebke zum Kader der Fußballsektion der BSG Stahl Maxhütte, der Betriebssportgemeinschaft des gleichnamigen Stahl- und Walzwerkes in Unterwellenborn. 1970 wurde er mit der 1. Mannschaft der BSG Meister der drittklassigen Bezirksliga Gera. Die Stahlwerker konnten sich jedoch in der Aufstiegsrunde zur DDR-Liga nicht durchsetzen. Erst als die BSG Stahl 1972 erneut Bezirksmeister wurde, qualifizierte sie sich automatisch für den Aufstieg, da die DDR-Liga inzwischen auf fünf Staffeln erweitert worden war.
Peter Siebke war bereits 29 Jahre alt, als er 1972/73 im Kader für die DDR-Liga-Mannschaft der BSG Stahl Maxhütte stand. Trotzdem bestritt er 20 der 22 Ligaspiele und schoss dabei neun Tore. Das waren 38 % der 24 Tore, die von der BSG Stahl erzielt worden waren. Damit wurde Siebke Torschützenkönig der Mannschaft und landete in der Torschützenliste der Ligastaffel E auf dem dritten Platz. Mit seinen Toren war Siebke maßgeblich am Klassenerhalt der Stahlwerker beteiligt.
Nach dem Ende der Saison beendete Peter Siebke seine Karriere im höherklassigen Fußball.